# Henry Langdon Childe
Henry Langdon Childe (1781-1874) va inventar la dissolució d'imatges i se'l connecta amb el desenvolupament de la llanterna màgica.

## Biografia
No se'n sap gaire sobre la vida de Henry Langdon Childe. Va néixer a Poole, una ciutat costanera situada al comtat de Dorset, al sud d'Anglaterra. Va ser el germà menor de James Waring o Warren Childe i Elias Childe, pintors de miniatures i paisatges. També se sap que va morir viudo amb 93 anys el 1874.

## Invencions

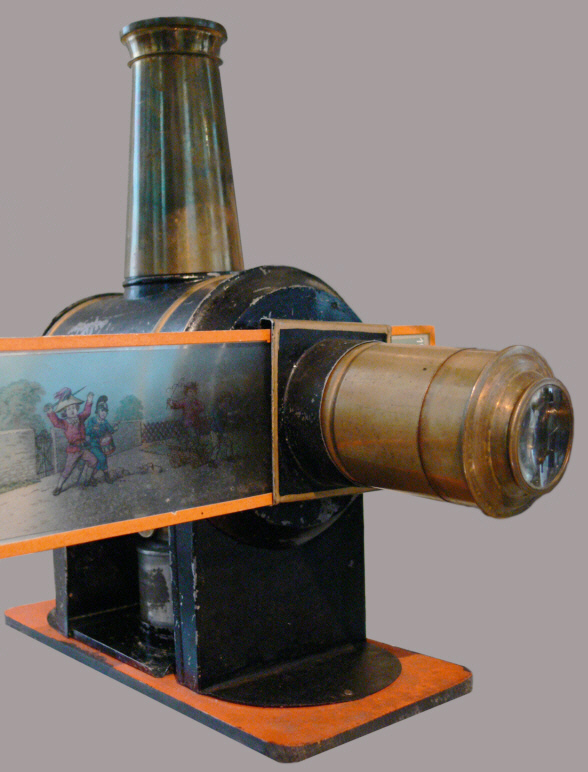
Llanterna màgica amb un cromatrop del segle XIX

Entre 1807 i 1818, Childe va començar a experimentar amb la dissolució d'imatges i la sobreimpressió d'aquestes. Malauradament aquesta tècnica no podia ser portada a gran escala en espectacles públics fins a la dècada dels 30, ja que es van substituir les làmpades d'oli per projectors degut a la seva fàcil manipulació. Aquesta novetat va coincidir amb la creació del diorama de Jacques Mandé Daguerre.
El 1839 va crear els quadres dissolvents gràcies a l'ús del biscenascopi, una llanterna de doble objectiu amb únic il·luminat, que permetia que les imatges es dissolguessin entre elles, creant així efectes i transformacions espectaculars. Tot i que el mecanisme es va perfeccionar amb posterioritat, els espectacles que feien ús d'aquesta llanterna es van anar fent més complexes, cada cop amb efectes més perfeccionats. Aquests van acabar afegint-se al cromatrop, placa formada per dos vidres amb el mateix dibuix geomètric en diferents colors que, al girar en sentit invers, sorgeixen efectes cromàtics diversos. El 1840 es va presentar aquesta llanterna a la galeria londinenca Adelaide Gallery. La galeria era un lloc molt famós on es duien a terme exposicions de caràcter científic però el 1945 va quedar descancada per la Royal Polytechnic Institution, coneguda actualment com la Universitat de Westminster.